# Gnathifera
Gnathifera – klad w obrębie zwierząt pierwoustych obejmujący cztery tradycyjnie wyróżniane typy: szczękogębe (Gnathostomulida), drobnoszczękie (Micrognathozoa), wrotki (Rotifera) i kolcogłowy (Acanthocephala). Większość przedstawicieli Gnathifera to mikroskopijne, wolno żyjące zwierzęta zarówno morskie (wszystkie szczękogębe i niektóre wrotki) jak i słodkowodne (drobnoszczękie i większość wrotków). Kolcogłowy i niektóre wrotki są formami pasożytniczymi. Jedynie niektóre szczękogębę i kolcogłowy mogą osiągać makroskopowe rozmiary.
Dane molekularne wskazują na następujące pokrewieństwa w obrębie Gnathifera:
|  | Gnathostomulida                                                                           |
|  |                                                                                           |
|  | \| \| Micrognathozoa \| \| \| \| \| \| Syndermata (Rotifera + Acanthocephala) \| \| \| \| |
|  |                                                                                           |
|  | Micrognathozoa                                                                            |
|  |                                                                                           |
|  | Syndermata (Rotifera + Acanthocephala)                                                    |
|  |                                                                                           |

|  | Micrognathozoa                         |
|  |                                        |
|  | Syndermata (Rotifera + Acanthocephala) |
|  |                                        |

## Synapomorfie
Najistotniejszą synapomorfią Gnathifera, od której pochodzi ich nazwa (z łaciny dosłownie szczękonośne) jest obecność w ich gardzieli kutykularnych szczęk o charakterystycznej ultrastrukturze. Z użyciem transmisyjnego mikroskopu elektronowego można zaobserwować, że szczęki przedstawicieli Gnathifera składają się z szeregu drobnych beleczek, z których każda posiada elektronowo-gęsty rdzeń i elektronowo-przejrzystą otoczkę. Tak zbudowane szczęki nie są znane u żadnej innej grupy zwierząt. U wszystkich kolcogłowów i u jednego ze szczękogebych (rodzaj Agnathiella) doszło do wtórnej redukcji szczęk.
Dodatkowo w budowie stomatogastrycznego układu nerwowego Gnathifera (z wyjątkiem kolcogłowów) występuje charakterystyczny relatywnie duży zwój nerwowy związany z tylną częścią gardzieli i łączący się bezpośrednio z położonym w przedzie ciała mózgiem. Jest on prawdopodobnie odpowiedzialny za koordynowanie skomplikowanych ruchów aparatu szczękowego.

## Pokrewieństwa w obrębie zwierząt
Dane molekularne wskazują, że Gnathifera należą do tzw. Spiralia (dużego kladu pierwoustych obejmującego min. mięczaki, płazińce, czy pierścienice), w obrębie których stanowią najwcześniejsze odgałęzienie drzewa filogenetycznego.

### Gnathifera a szczecioszczękie
Pokrewieństwo między szczecioszczękimi (Chaetognatha) a szczękogębymi były proponowane na podstawie ogólnych podobieństw w budowie ich aparatu szczekowego. Pozycja szczecioszczękich na drzewie filogenetycznym zwierząt ulegała jednak licznym zmianom i wciąż nie jest do końca jasna, nawet mimo wykorzystywania coraz bardziej zaawansowanych metod molekularnych. Z drugiej strony badania genów homeotycznych wykazały, że gen MedPost jest unikalny dla szczecioszczękich i wrotków i póki co nie został opisany u żadnej innej grupy zwierząt, co może stanowić dowód na bliskie pokrewieństwo tych dwóch grup.